# Mind the Gap (серия комиксов)
Mind the Gap — серия комиксов, которую в 2012—2014 году издавала компания Image Comics.

## Синопсис
Главным героем является Эль Петерссен. Комикс начинается с того, что на неё нападает неизвестный на платформе манхэттенского метро. Героиня оказывается в коме.

## История создания
Mind the Gap — первый комикс, над которым Макканн работал для Image. Сценарист «давно хотел рассказать какую-то длинную загадку в духе „Твин Пикс“ и „Секретных материалов“». Изначально он планировал сделать телесериал, но потом решил остановиться на комиксе.

## Коллекционные издания
| Название                   | Тип            | Дата выхода     | Собранный материал  | Кол-во страниц | ISBN                       | Предполагаемый объём продаж (первый месяц) |
| -------------------------- | -------------- | --------------- | ------------------- | -------------- | -------------------------- | ------------------------------------------ |
| Vol. 1: Intimate Strangers | Мягкая обложка | 17 октября 2012 | Mind the Gap #1-5   | 168            | 978-1607065982, 1607065983 | 2 547, позиция в Северной Америке — 27     |
| Vol. 2: Wish You Were Here | Мягкая обложка | 19 июня 2013    | Mind the Gap #6-10  | 136            | 978-1607067337, 1607067331 | 1 812, позиция в Северной Америке — 39     |
| Vol. 3: Out of Bodies      | Мягкая обложка | 16 октября 2013 | Mind the Gap #11-15 | 144            | 978-1607068112, 1607068117 | 1 365, позиция в Северной Америке — 70     |

## Отзывы
На сайте Comic Book Roundup серия имеет оценку 8,4 из 10 на основе 103 рецензий. Джошуа Йел из IGN дал первому выпуску 9 баллов с половиной из 10 и похвалил Родина Эскехо. Джеймс Хант из Comic Book Resources посчитал, что историю не следовало переносить в комикс, а нужно было оставить для телевидения. Пирс Лидон из Newsarama поставил дебюту оценку 9 из 10 и написал, что «Макканн определённо является одним из самых удачливых авторов комиксов». Его коллега Эрика Д. Питерман присвоила первому выпуску такой же балл и отметила, что «Джим Макканн написал многослойную историю, насыщенную загадками». Тони Герреро из Comic Vine вручил дебюту 5 звёзд из 5 и подчеркнул, что Mind the Gap понравится тем, кто «ищет что-то необычное с отличной историей и великолепными рисунками».